# 翠波桥
翠波桥，是中国浙江省嘉兴市桐乡市乌镇镇的一座古桥，位于东苑社区宝塔寺,建于清代。桥联为：“一渠翠染诗人袖，终古波清客子心”（东）、“浦上花香追屐去，寺前塔影送船来”（西）。已列为桐乡市文物保护单位。
2018年12月30日，翠波桥公布为第六批桐乡市文物保护单位。